# Zavrelia pentatoma
Zavrelia pentatoma is een muggensoort uit de familie van de dansmuggen (Chironomidae). De wetenschappelijke naam van de soort is voor het eerst geldig gepubliceerd in 1913 door Kieffer & Bause.